# Lophyrocera chilensis
Lophyrocera chilensis is een vliesvleugelig insect uit de familie Eucharitidae. De wetenschappelijke naam is voor het eerst geldig gepubliceerd in 1916 door Brèthes.